# Резервное (село, Севастополь)
Резе́рвное (до 1948 года Кучу́к-Муско́мья; укр. Резервне, крымскотат. Küçük Muskomiya, Кучюк Мускомия) — село в Балаклавском районе города федерального значения Севастополя, входит в Орлиновский муниципальный округ (согласно административно-территориальному делению Украины — Орлиновского сельсовета Севастопольского горсовета).

## География
Село расположено на западной стороне Варнутской долины (левый берег Сухой речки), у подножия вершины Кильсе-Бурун хребта Биллер (горный массив мыса Айя), высота центра села над уровнем моря 294 м. Транспортное сообщение осуществляется по региональной автодороге 67Н-14 в 3 км от шоссе Севастополь — Ялта, соседнее село — Гончарное, в 1,2 км на восток.

## Население
| 2001 | 2011 | 2014 |
| ---- | ---- | ---- |
| 134  | ↗195 | ↘119 |

Численность населения по данным переписи населения по состоянию на 14 октября 2014 года составила 119 человек, по данным сельсовета на 2012 год — 93 человека. Площадь села — 0,38 км².
Динамика численности населения
| - 1805 год — 180 чел. - 1864 год — 14 чел. - 1886 год — 13 чел. - 1889 год — 231 чел. - 1892 год — 138 чел. - 1902 год — 181 чел. - 1915 год — 250/409 чел. - 1925 год — 373 чел. - 1926 год — 401 чел. - 1939 год — 320 чел. | - 1944 год — 255 чел. - 1953 год — 143 чел. - 1954 год — 144 чел. - 1989 год — 270 чел. - 1998 год — 195 чел. - 2001 год — 134 чел. - 2009 год — 170 чел. - 2011 год — 195 чел. - 2012 год — 93 чел. - 2014 год — 119 чел. |

## Название
Историческое название села — Биюк-Мускомья, впервые, как Мускомия-и Кючюк, зафиксированное в 1520 году. Тюркский префикс «Кучук» означает «Малый» (существует ещё Биюк-Мускомья). Слово «Мускомья», по мнению В. X. Кондараки, «происходит от греческого Мускомели, то есть мускусный мёд», того же мнения придерживался известный севастопольский кревед Евгений Веникеев. Также имеется версия, что топоним происходит от греческого корня «месо» — между и таврского «комб» — горб, то есть «Малое межгорье».

## История
Резервное — одно из древнейших сёл округи: в 1898 году у села была найдены остатки поселения, на них — амфора II века н. э.. Известный исследователь Крыма Кондараки писал: 
Первым поселением греков в Байдарской долине надо полагать Кучук-Мускомья, как ближайший пункт к Херсонесу и самый удобнейший по плодородию почвы и господствующему положению
Видимо, позже к грекам добавились представители готов и аланов, составивших христианское население деревни времён княжества Феодоро, принадлежа местному феодалу — владетелю замка Кокия-Исар, либо, до 1345 года, балаклавским феодалам, либо, вероятнее, владельцу замка-исара Кала-Фатлар (он же Кучук-Мускомский исар) (по мнению других историков — могло входить в состав Чембальского консульства генуэзцев). Анатолий Якобсон отмечал в различных пунктах близ села многочисленные строительные остатки времени княжества Феодоро (XIII—XIV веков). После захвата княжества в 1475 году Османами селение включили в Мангупского кадылыка Кефинского санджака (впоследствии эялета) империи. Селение впервые в исторических источниках встречается в документе из казны Османской империи от 29 марта 1489 года, согласно которому в Кичи Мускомия насчитывалось 27 домохозяйств. Упоминается в материалах переписей Кефинского санджака 1520 года, как селение Мускомия-и-Кючюк, относящееся к Инкирману, с 1 мусульманской семьёй и 1 взрослым холостяком, христианского населения — 39 семей. В 1542 году было уже 3 мусульманских семьи, немусульман — 39 семей (из которых 7 — потерявших мужчину-кормильца) и 4 взрослых холостых мужчины. С XVII века в этих краях начинает распространяться ислам и уже в Джизйе дефтера Лива-и Кефе (Османских налоговых ведомостях) 1652 года, где перечислены христиане-налогоплательщики Кефинского эялета, селение не значится. Документальное упоминание селения встречается в «Османском реестре земельных владений Южного Крыма 1680-х годов», согласно которому в 1686 году (1097 год хиджры) Мускомйа Сагир вместе с Махалле Варентика входил в Мангупский кадылык эялета Кефе. Всего упомянуто 81 землевладельца, все мусульмане, владевших 3015-ю дёнюмами земли. После обретения ханством независимости по Кючук-Кайнарджийскому мирному договору 1774 года «повелительным актом» Шагин-Гирея 1775 года селение было включено в Крымское ханство в состав Бакчи-сарайского каймаканства Мангупскаго кадылыка, что зафиксировано, как Сагыр Мускумья в Камеральном Описании Крыма… 1784 года.
После присоединения Крыма к России (8) 19 апреля 1783 года, (8) 19 февраля 1784 года, именным указом Екатерины II сенату, на территории бывшего Крымского Ханства была образована Таврическая область и деревня была приписана к Симферопольскому уезду. Перед Русско-турецкой войной 1787—1791 годов производилось выселение крымских татар из прибрежных селений во внутренние районы полуострова, в ходе которого в Мускомью было переселено 11 человек. В конце войны, 14 августа 1791 года всем было разрешено вернуться на место прежнего жительства. После Павловских реформ, с 1796 по 1802 год, входила в Акмечетский уезд Новороссийской губернии. По новому административному делению, после создания 8 (20) октября 1802 года Таврической губернии, Кучук-Мускомья был включён в состав Чоргунской волости Симферопольского уезда.
По Ведомости о всех селениях в Симферопольском уезде состоящих с показанием в которой волости сколько числом дворов и душ… от 9 октября 1805 года, в деревне Кучук-Мускомья числилось 33 двора и 180 жителей, исключительно крымских татар. На военно-топографической карте генерал-майора Мухина 1817 года деревня Кучук Мискомия обозначена с 55 дворами. После реформы волостного деления 1829 года Кучук-Мускомью, согласно «Ведомости о казённых волостях Таврической губернии 1829 года», отнесли к Байдарской волости.
Именным указом Николая I от 23 марта(по старому стилю) 1838 года, 15 апреля был образован новый Ялтинский уезд и деревню передали в состав Байдарской волости Ялтинского уезда. На карте 1836 года в деревне 18 дворов, как и на карте 1842 года.
В 1860-х годах, после земской реформы Александра II, деревня осталась в составе преобразованной Байдарской волости. Согласно «Списку населённых мест Таврической губернии по сведениям 1864 года», составленному по результатам VIII ревизии 1864 года, Кучук-Мускомья — казённая татарская и русская деревня с 5 дворами, 14 жителями и мечетью при колодцах. На трёхверстовой карте Шуберта 1865—1876 года в деревне Кучук мускомия обозначено 40 дворов. На 1886 год в деревне, согласно справочнику «Волости и важнѣйшія селенія Европейской Россіи», проживало 13 человек в 2 домохозяйствах, действовала мечеть. По «Памятной книге Таврической губернии 1889 года», по результатам Х ревизии 1887 года, в деревне Кучук-Мускомья числилось 45 дворов и 231 житель. На верстовой карте 1889—1890 года в деревне Кучук-Мускомья обозначено 28 дворов с русско-татарским населением.
После земской реформы 1890 года деревня осталась в составе преобразованной Байдарской волости. По «Памятной книге Таврической губернии 1892 год», в деревне Кучук-Мускомья, входившей в Варнутское сельское общество, числилось 138 жителей в 19 домохозяйствах, владевших на правах личной собственности 148 десятинами земли и 88 десятинами в общем владении. В «Ведомостях о татарских мектебе и медресе, находящихся в Ялтинском уезде», за 1892 год упоминается о мектебе в Кучук-Мускомья. По «…Памятной книжке Таврической губернии на 1902 год» в деревне Кучук-Мускомья, входившей в Варнутское сельское общество, числился 181 житель в 27 домохозяйствах. В 1907 году в деревне было начато строительство
мектебе. По Статистическому справочнику Таврической губернии. Ч.II-я. Статистический очерк, выпуск восьмой Ялтинский уезд, 1915 год, в деревне Кучук-Мускомья Байдарской волости Ялтинского уезда, числилось 109 дворов (83 двора с землёй, 26 — безземельные) с татарским населением в количестве 250 человека приписных жителей и 409 — «посторонних», из которых 330 мужчин и 329 женщин. Жители владели 102 десятинами удобной земли. В хозяйствах имелось 73 лошади, 59 волов, 65 коров и 300 голов овец, свиней, или коз.
После установления в Крыму Советской власти, по постановлению Крымревкома от 8 января 1921 года, была упразднена волостная система и село вошло в состав Севастопольского уезда. 21 января 1921 года на территории Севастопольского уезда был создан Балаклавский район. По одним сведениям, Байдарский район существовал уже с декабря 1921 года, в который включили Кучук-Мускомью. По другим источникам — район был образован постановлением Крымского ЦИК и СНК 4 апреля 1922 года (во втором случае, дата почти совпадает с перенесением райцентра в Байдары — на сайте Севастопольского горсовета это 6 мая того же года). В 1922 году уезды получили название округов. 11 октября 1923 года, согласно постановлению ВЦИК, в административное деление Крымской АССР были внесены изменения, в результате которых был ликвидирован Байдарский и создан Севастопольский район и село включили в его состав. 10 сентября 1925 года, решением собрания граждан сельсовета, был разукрупнён Байдарский сельсовет и создан Варнутский, в который вошла Кучук-Мускомья, с населением 373 человека. Согласно Списку населённых пунктов Крымской АССР по Всесоюзной переписи 17 декабря 1926 года, в селе Кучук-Мускомья, Варнутского сельсовета Севастопольского района, числилось 85 дворов, из них 80 крестьянских, население составляло 401 человек, из них 329 татар, 5 русских, 65 украинцев,1 грек, 1 записан в графе «прочие», действовала русско-татарская школа I ступени (пятилетка). На основании постановления Крымского ЦИКа от 15 сентября 1930 года был вновь создан Балаклавский район, теперь как татарский национальный и Кучук-Мускомью включили в его состав.
В 1944 году, после освобождения Крыма от фашистов, согласно Постановлению ГКО № 5859 от 11 мая 1944 года, 18 мая крымские татары были депортированы в Среднюю Азию. На май того года в селе учтено 255 жителей (67 семей), из них 212 крымских татар и 43 русских. По другим данным из Кучук-Мускомьи (колхоз им. Сталина) Варнутского сельсовета — выселено 48 семей, осталось 15 семей. 12 августа 1944 года было принято постановление № ГОКО-6372с «О переселении колхозников в районы Крыма», по которому из Воронежской области РСФСР в Балаклавский район планировалось переселить 6000 колхозников (в Кучук-Мускомью — 28 семей) и в сентябре 1944 года в район уже прибыли 8470 человек (с 1950 года в район стали приезжать колхозники из Сумской области УССР). С 25 июня 1946 года Кучук-Мускомья в составе Крымской области РСФСР. Указом Президиума Верховного Совета РСФСР от 18 мая 1948 года, Кучук-Мускомью переименовали в Резервное. По состоянию на 1 января 1953 года в селе было 38 хозяйств колхозников (141 человек) и 1 хозяйство рабочих и служащих (2 человека). В 1954 году в Резервном числилось 61 хозяйство и 144 жителя.
26 апреля 1954 года Севастополь, в составе Крымской области, был передан из состава РСФСР в состав УССР. 24 апреля 1957 года был упразднён Балаклавский район и сельсовет передан в состав Куйбышевского района Крымской области. Время включения в состав Орлиновского сельсовета пока не установлено: на 15 июня 1960 года село уже числилось в его составе. Указом Президиума Верховного Совета УССР «Об укрупнении сельских районов Крымской области», от 30 декабря 1962 года Куйбышевский район упразднили и село передали в Бахчисарайский район. 1 января 1965 года, указом Президиума ВС УССР «О внесении изменений в административное районирование УССР — по Крымской области», Резервное вновь передано из Бахчисарайского района в подчинение Балаклавскому. С 21 марта 2014 года в составе Севастополя аннексировано Россией.